# Кумачівська сільська рада
| Кумачівська сільська рада — колишній орган місцевого самоврядування у Старобешівському районі Донецької області з адміністративним центром у c. Кумачове. Сільській раді підпорядковані населені пункти: - c. Кумачове - с. Берестове - с. Вишневе - с. Глинка - с. Культура - с. Лужки - с. Побєда - с. Світлий Луч - с. Шевченко |

## Склад ради
Рада складалася з 20 депутатів та голови.

## Керівний склад сільської ради
| ПІБ                         | Основні відомості                                                                       | Дата обрання | Дата звільнення |
| --------------------------- | --------------------------------------------------------------------------------------- | ------------ | --------------- |
| Приходченко Олена Василівна | Сільський голова, 1962 року народження, освіта, член Партії регіонів                    | 26.03.2006   | 31.10.2010      |
| Приходченко Олена Василівна | Сільський голова, 1962 року народження, освіта середня спеціальна, член Партії регіонів | 31.10.2010   |                 |

Примітка: таблиця складена за даними джерела